# Théâtre Tomás Terry
Le théâtre Tomás Terry (Teatro Tomás Terry) est un théâtre de style éclectique de la ville de Cienfuegos à Cuba, classé monument national en 1978.

## Historique
En 1863, Tomás Terry, richissime homme d'affaires qui a fait fortune dans le commerce d'esclaves et l'exploitation sucrière, offre 50 000 pesos au gouverneur de Cuba Juan de la Pezuela pour construire un grand théâtre dans sa ville de Cienfuegos, mais le projet n'aboutit pas. À sa mort, en 1886 à Paris, les héritiers de Tomás Terry décident d'accomplir son vœu de construire un grand théâtre à Cienfuegos. Ils placent à cet effet une somme de 115 000 pesos gérée par une société civile détenue pour moitié par sa veuve et pour l'autre par les autres membres de la famille. Un concours est lancé et un jury français, constitué pour l'occasion, retient le projet de l'architecte militaire Lino Sanchez Marmol. La première pierre est posée le 19 décembre 1887, à l'emplacement de l'ancien théâtre Isabelle II, et les travaux se poursuivent jusqu'en novembre 1889. L'inauguration a lieu le 12 février 1890 en présence des héritiers venus de Paris.
Sarah Bernhardt, Enrico Caruso et Anna Pavlova se sont produits dans le théâtre.

## Description
Le fronton est orné de mosaïques de l'atelier Salviati de Venise figurant les masques de la tragédie et de la comédie qui encadrent la muse de la danse, Terpsichore. 
Les fresques qui décorent le plafond de la grande salle sont dues au peintre hispano-philippin Camilo Selaya. La grande fresque centrale est encadrée de deux portraits, celui de la poétesse cubaine Gertrudis Gómez de Avellaneda et celui du compositeur cubain Gaspar Villate (1851-1891).
La salle à l'italienne s'étage sur quatre niveaux et peut accueillir 950 spectateurs.

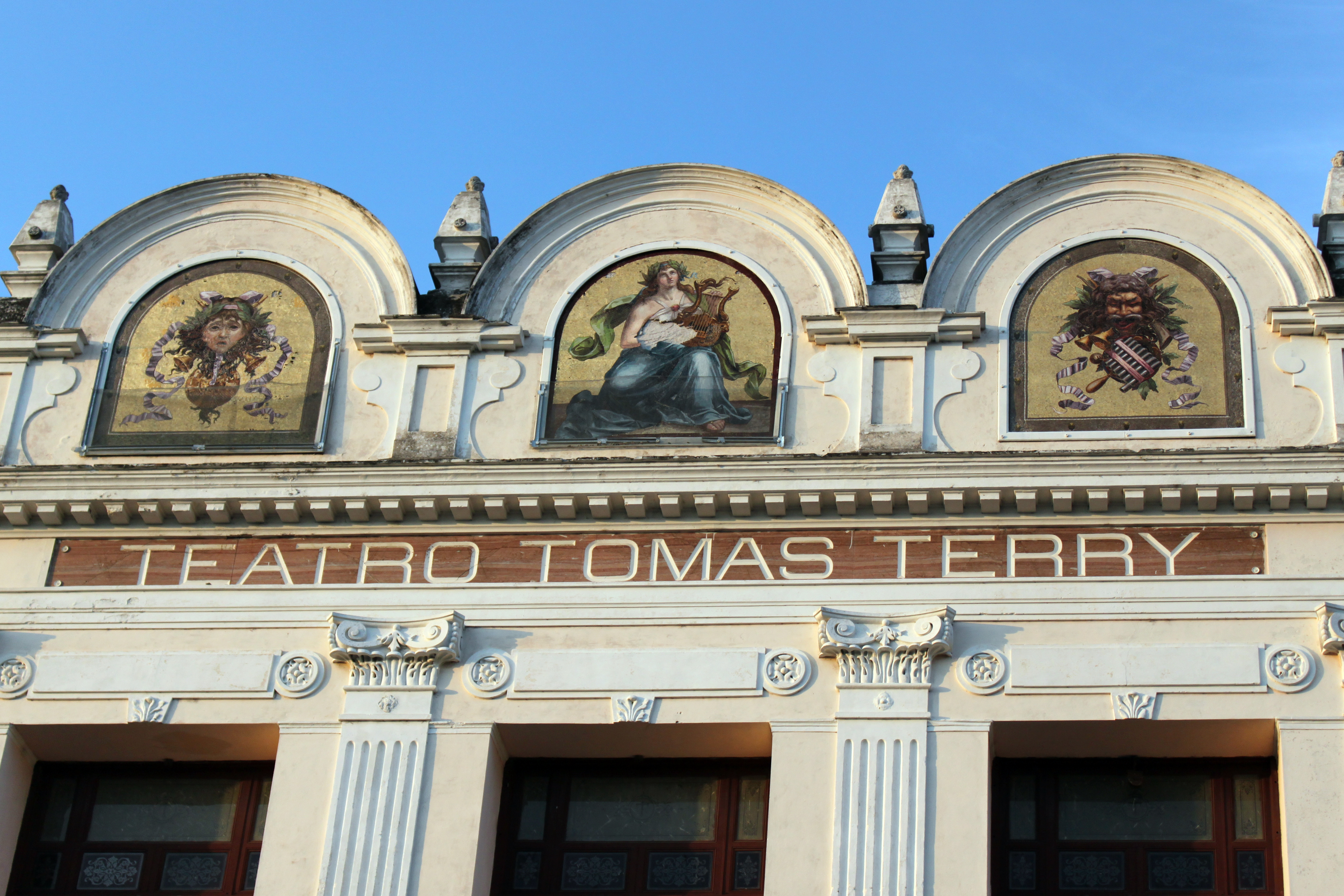
Fronton
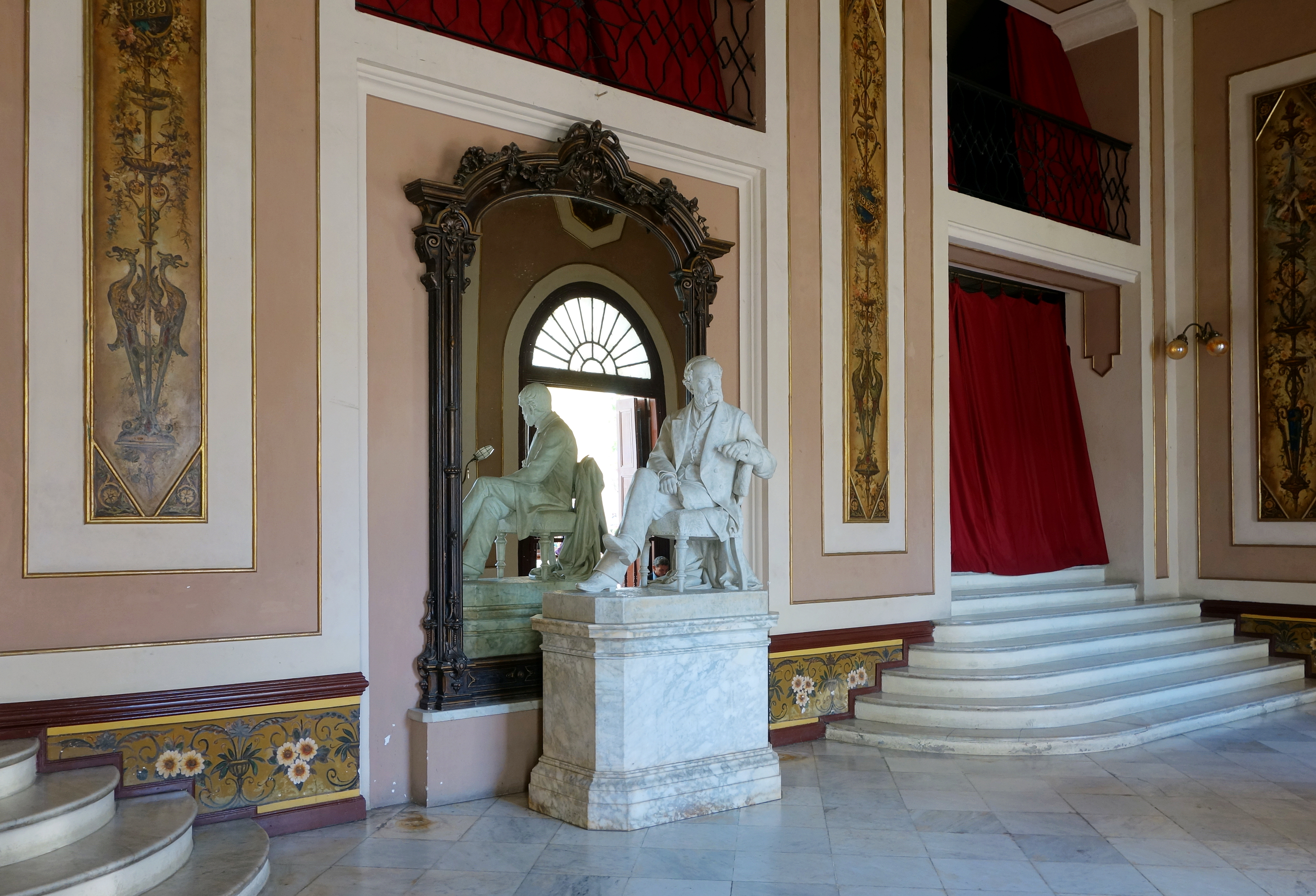
Statue de Tomás Terry dans le hall d'entrée
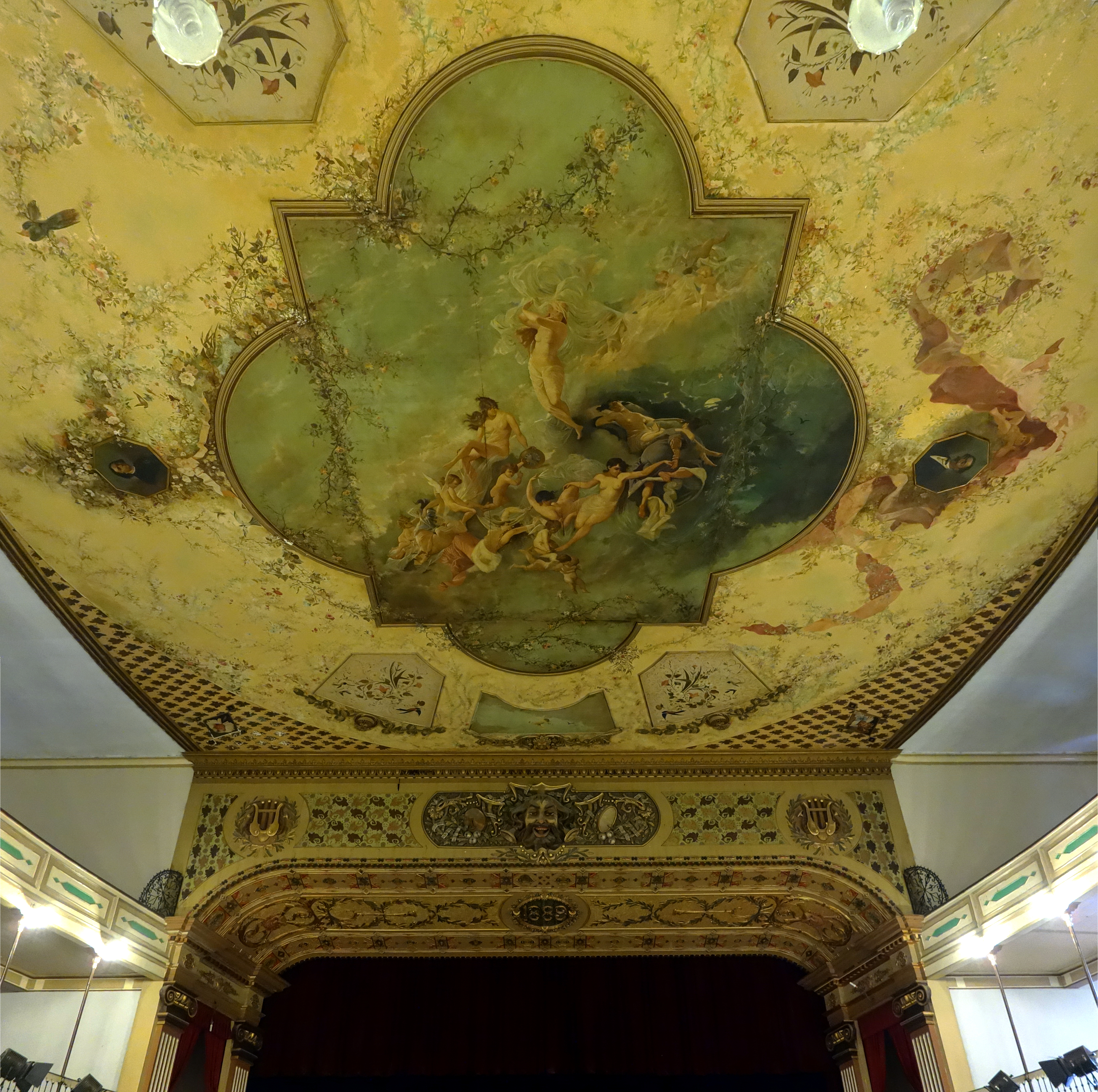
Plafond de la grande salle
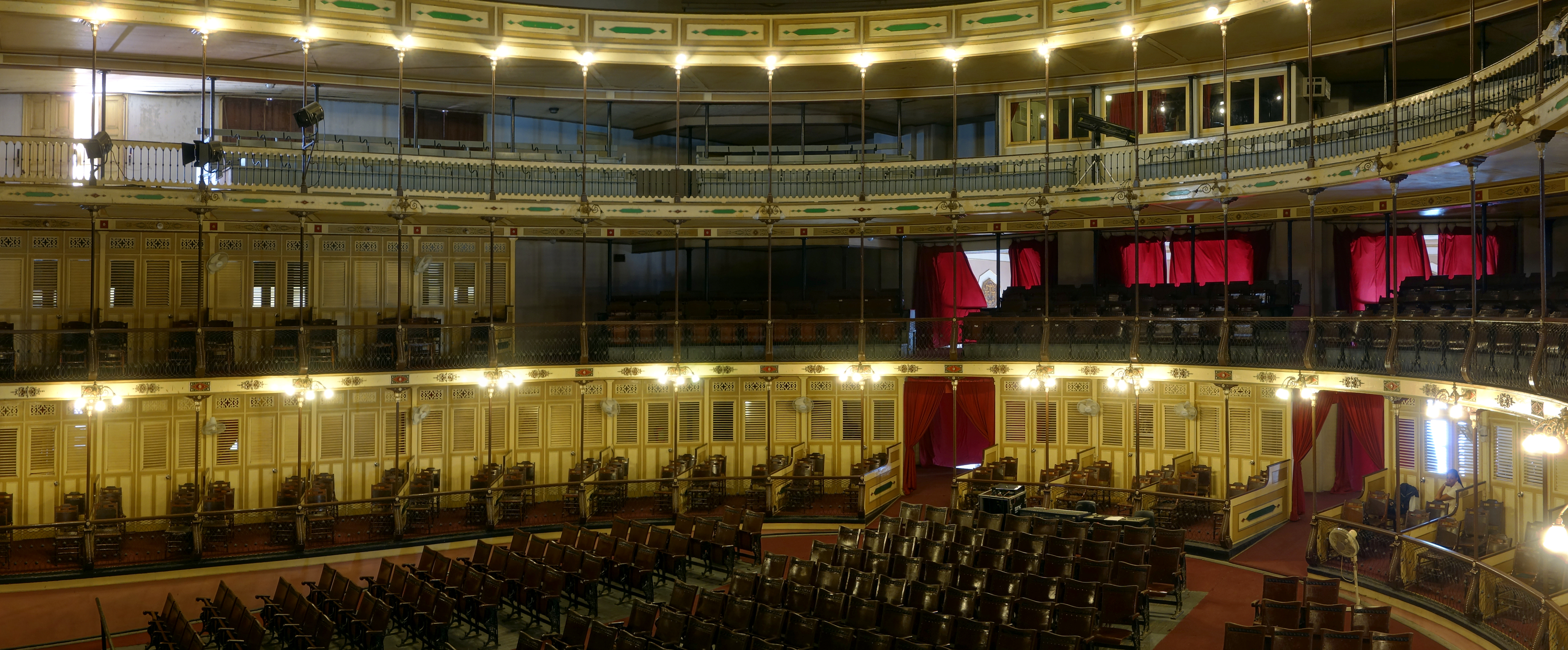
Vue de la salle
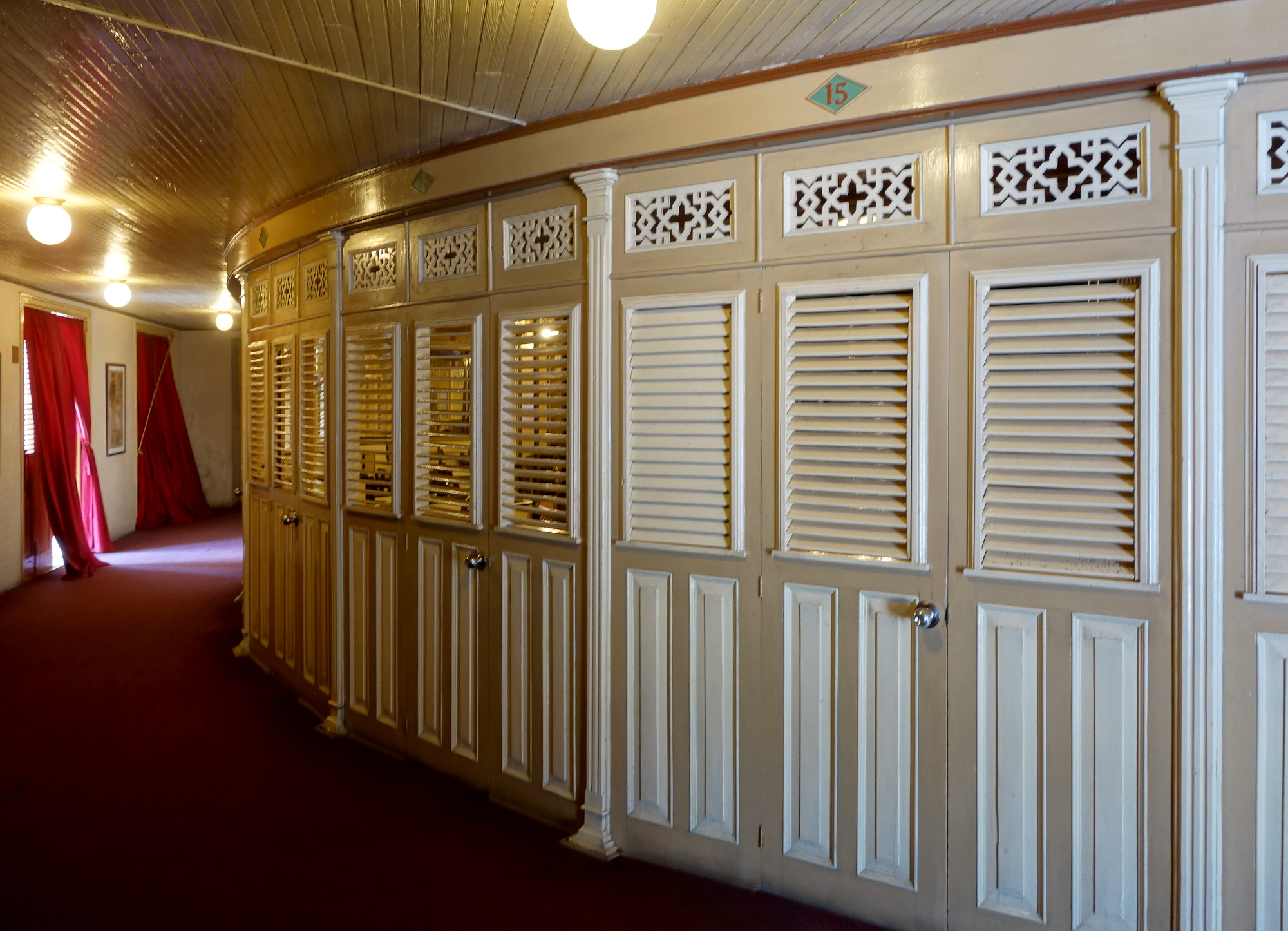
Coursive du théâtre